# Drib Tsemchokling
Drib Tsemchokling, ook Drib Tsemchok Ling en Tsechokling was een Tibetaans boeddhistische tempel in Lhasa. De tempel stond ten westen van de Lhasa-brug aan de zuidoever van de rivier Yarlung Tsangpo, maar is nu verdwenen.
Drib Tsemchokling was een van de vier Koninklijke Colleges of Regentschaptempels (Ling Shi, ook gLing bzhi) van Lhasa en werd gebouwd in de 17e eeuw, nadat de vijfde dalai lama zowel spiritueel als wereldlijk leider van Tibet was geworden. De andere drie Ling-tempels zijn Tengyeling, Kündeling en Tsemönling.